# Zasada pertynencji terytorialnej
Zasada pertynencji terytorialnej - to jedna z podstawowych zasad archiwistyki, zasada "naturalna", stosowana przez archiwistów już przed jej sformułowaniem przez Bertholda Niebuhra w 1815 roku, która głosi że: akta powstałe na danym terytorium lub poza nim, lecz w trybie sprawowania nad nim władzy do tegoż terytorium przynależą.
Liczne problemy interpretacyjne tej zasady przyniósł koniec I wojny światowej i rozpad licznych państw. Często swobodnie dzielono zespoły archiwalne stosując się rygorystycznie do brzmienia zasady pertynencji terytorialnej co jednak stawało w sprzeczności z zasadą proweniencji. Jako rozwiązanie tego problemu archiwiści austriaccy zaproponowali zasadę poszanowania historycznie ukształtowanego zasobu archiwalnego, jednak nie zdobyła ona popularności poprzez swoją wieloznaczność i zbyt dużą dowolność interpretacyjną.

## Zasada pertynencji terytorialnej w stosunkach międzynarodowych
- Zasada pertynencji funkcjonalnej - jeśli dla zarządzania jakimś terytorium potrzebne są archiwalia z danych registratur to można je wydzielić i przekazać dla potrzebującego je terytorium.
- Zasada wspólnego dziedzictwa - dotyczy ona tych materiałów które są niepodzielne. Pozostają one wówczas w miejscu, gdzie zostały zarchiwizowane, mają być jednak dostępne dla zainteresowanych stron, które dzielą pomiędzy siebie po równo koszty ich utrzymania. Taka sytuacja zaistniała np. po roku 1918 dla części akt po monarchii Habsburgów, do których pretensje rościły sobie wszystkie państwa powstałe po rozpadzie Austro-Węgier.